# Inés Fernández Moreno
Inés Fernández Moreno (* 1947; † 9. November 2024 in Buenos Aires) war eine argentinische Schriftstellerin, Essayistin und Journalistin. Für ihre Prosa wurde sie mehrfach ausgezeichnet, unter anderem im Jahr 2014 mit dem Premio Sor Juana Inés de la Cruz für ihren Roman El cielo no existe. Sie galt als eine der bedeutendsten Erzählerinnen Argentiniens ihrer Generation und zeichnete sich durch ihren feinen Humor und ihre Aufmerksamkeit für das Alltägliche aus.

## Leben
Fernández Moreno entstammte einer prominenten Schriftstellerfamilie: Ihr Großvater war der bekannte Dichter Baldomero Fernández Moreno, ihr Vater der Schriftsteller und Diplomat César Fernández Moreno.
Sie studierte Literaturwissenschaften an der Universidad de Buenos Aires und schloss das Studium 1975 ab. Später setzte sie ihre Ausbildung in Spanien und Frankreich als Stipendiatin fort. Bevor sie sich ganz der Literatur gewidmet hat, arbeitete sie viele Jahre als Kreativdirektorin in der Werbe- und Marketingbranche. Sie war mit dem Mathematiker Carlos Bugni verheiratet und hatte drei Kinder: Ezequiel, Octavio und Ana.
Von 2002 bis 2005 lebte sie in Spanien, wo sie unter anderem in Marbella wohnte. In dieser Zeit entstanden Werke, die von ihren Erfahrungen im Ausland geprägt waren. Nach ihrer Rückkehr ließ sie sich wieder in Buenos Aires nieder, wo sie zuletzt im Stadtviertel Parque Chas lebte.
Fernández Moreno starb im Alter von 77 Jahren in Buenos Aires an einer Krebserkrankung.

## Wirken
Fernández Moreno begann spät zu schreiben – eigenen Angaben zufolge erst im Alter von etwa 35 Jahren, unter anderem aufgrund des familiären Drucks durch die literarische Herkunft. Ihre schriftstellerische Laufbahn begann mit Kurzgeschichten. Bereits 1991 war sie mit der Erzählung Dios lo bendiga Finalistin des renommierten Premio Juan Rulfo. 1992 gewann sie in Spanien mit Madre para armar den Premio La Felguera.
Im Jahr 1993 veröffentlichte sie ihren ersten Erzählband La vida en la cornisa, der mit dem Zweiten Preis der Stadt Buenos Aires ausgezeichnet wurde. Mit dem Band Un amor de agua gewann sie 1997 den Ersten Preis der Stadt Buenos Aires in der Kategorie Erzählung. Ihr Romandebüt La última vez que maté a mi madre erschien 1999 und wurde sowohl mit dem Primer Premio Municipal als auch mit dem Premio Letras de Oro 2000 von Honorarte ausgezeichnet.
Während ihres Aufenthalts in Spanien veröffentlichte sie 2003 den Erzählband Hombres como médanos und erhielt im selben Jahr den Premio Max Aub für die Kurzgeschichte En extinción. Ihre Erfahrungen als Ausländerin in Spanien verarbeitete sie in ihrem zweiten Roman La profesora de español (2005). 2007 erhielt sie für die Erzählung Carne de exportación den Premio Hucha de Oro.
Zu ihren weiteren Werken zählen der Erzählband Mármara (2009), der Roman El cielo no existe (2013), der 2014 mit dem Premio Sor Juana Inés de la Cruz ausgezeichnet wurde, sowie die Erzählbände Malos sentimientos (2015) und No te hagas ilusiones (2023). 2019 erschien ihr Roman No te quiero más.
Viele ihrer Werke wurden ins Französische, Englische und Italienische übersetzt. Stilistisch zeichnet sich ihr Werk durch einen subtilen, oft ironischen Blick auf das Alltägliche aus, wobei sie psychologische Tiefe mit Leichtigkeit und Witz verbindet. Sie betrachtete den Humor als eine Form der Intelligenz und als Verteidigung gegen den Schmerz – sowohl im Leben als auch in der Literatur.
Neben ihrer schriftstellerischen Tätigkeit war sie eine gefragte Mentorin und leitete zahlreiche Schreibwerkstätten, in denen sie eine neue Generation von Autoren prägte. Ihre Tochter, die Filmemacherin Ana Bugni, arbeitete an einem Filmprojekt über eine gemeinsame Reise nach Paris im Jahr 2021, auf der sie die Archive ihres Vaters César Fernández Moreno für die Biblioteca Nacional sicherten.